# 蘇俊雄
蘇俊雄（1935年8月12日—2011年11月23日），臺灣臺南市六甲區人，臺灣法律學者，中華民國前司法院大法官。

## 生平
蘇俊雄出身農家，1941年時就讀六甲南國民學校（今六甲國小），1950年時就讀臺南一中。這時期因為蘇俊雄對於問題思考較為深入，而有「博士」、「蘇博也」等綽號。1954年蘇俊雄參加首屆大學聯考，當時的制度是考生先填志願後分發的模式。因為蘇俊雄有遺傳性色弱，自認不適合讀醫科、化工，所以將法律填在較前面的志願，最後考取國立臺灣大學法律學系，1957年再攻讀臺大法律研究所，先後取得法學士及法學碩士學位。而在這一時期，蘇俊雄也學習法文、德文，為日後留學做準備。1962年，蘇俊雄與余美津成婚，同年年底前往德國佛萊堡大學留學攻讀法學博士。
留學期間，曾任德國國際刑法研究所助理研究員，科倫大學法制研究所研究員，美國國會基金東西中心高級研究員等。1970年蘇俊雄取得法學博士學位後返臺，於臺灣大學法學院擔任客座副教授、教授等職。並擔任教育部文化講座，弘揚法治理論。
1974年，蘇俊雄加入中國國民黨，之後在1977年當選第六屆臺灣省議會議員（1977年至1981年）。當時由於擔心光靠高學歷無法爭取到鄉下選票，蘇俊雄遂騎著機車親自登門拜票，最後拿下9萬5690票，為臺南縣第一高票當選者。在擔任省議員期間，他首創「聽證會」制度，將之納入省議會委員會組織辦法。
1984年，蘇俊雄擔任第十二屆臺灣省政府委員（1984年至1990年），任內推動省農保立法。1991年，蘇俊雄協助成立修憲研究委員會，提供國是建言。此外他還擔任過第二屆不分區國民大會代表（1992年至1995年）。
1994年，在時任中華民國總統李登輝提名下，出任第六屆司法院大法官，並改為兼任教授，2003年卸任大法官。2005年6月從臺大法學院教授一職榮退。
2008年，蘇俊雄與警大教授許光輝等人和當時嘉南農田水利會會長徐金錫洽談成立「八田基金會」，之後在2009年8月10日舉行第一次籌備會，由蘇俊雄、黃金山（曾任經濟部水利署長）、徐金錫等人做為基金會發起代表。在臺南縣政府協助下，2011年成立「八田與一文化藝術基金會」，創會董事長由蘇俊雄擔任。2011年11月23日因心肺衰竭去世。

## 成就
蘇俊雄之專長為刑法、法哲學、憲法、比較法學等。精通多國語言，研究能力出眾。並曾奉派赴西德，考察國家安全立法及政黨法、選舉法及解除台灣戒嚴之法制相關研究。後又參加國是會議，提供國是建言；另曾擔任國際刑法學會中華民國分會之秘書長、理事長等職，推動國際間刑法學術之交流。其著作《刑法總論》三冊號稱刑法百科全書，為臺灣刑法學界相當重要的著作。
由於蘇俊雄刑法、憲法造詣皆佳，因此在大法官任內，屢發擲地有聲之見，以將美國法上「真實惡意原則」引進台灣而聞名的釋字509號解釋，其協同意見書見解精闢，向為學說、實務於相關案件所引用，即為一例。

## 家庭
蘇俊雄祖父林進寶在當地有相當名望，會在地方上替人仲裁紛爭，也曾替地主管理土地。蘇俊雄父親是蘇丁吉，務農為生。此外他也曾服務於水利會，領導過一個水利小組。蘇丁吉之所姓「蘇」，是因為繼承蘇家香火之故，而蘇俊雄的叔叔仍是姓「林」。母親在蘇俊雄9歲時去世。
他有兩個姊姊、一個哥哥、四個妹妹與一個弟弟。哥哥蘇俊傑曾在六甲農會服務，弟弟蘇榮曾經服務於臺灣省政府公共工程局。
蘇俊雄與妻子余美津育有一對兒女，女兒蘇裕玲畢業於臺灣大學人類學研究所，後來擔任天母皮膚診所執行長。兒子蘇彥圖是美國哈佛大學法學博士，後擔任過中央研究院法律學研究所實證研究資料中心副執行長。

## 故居

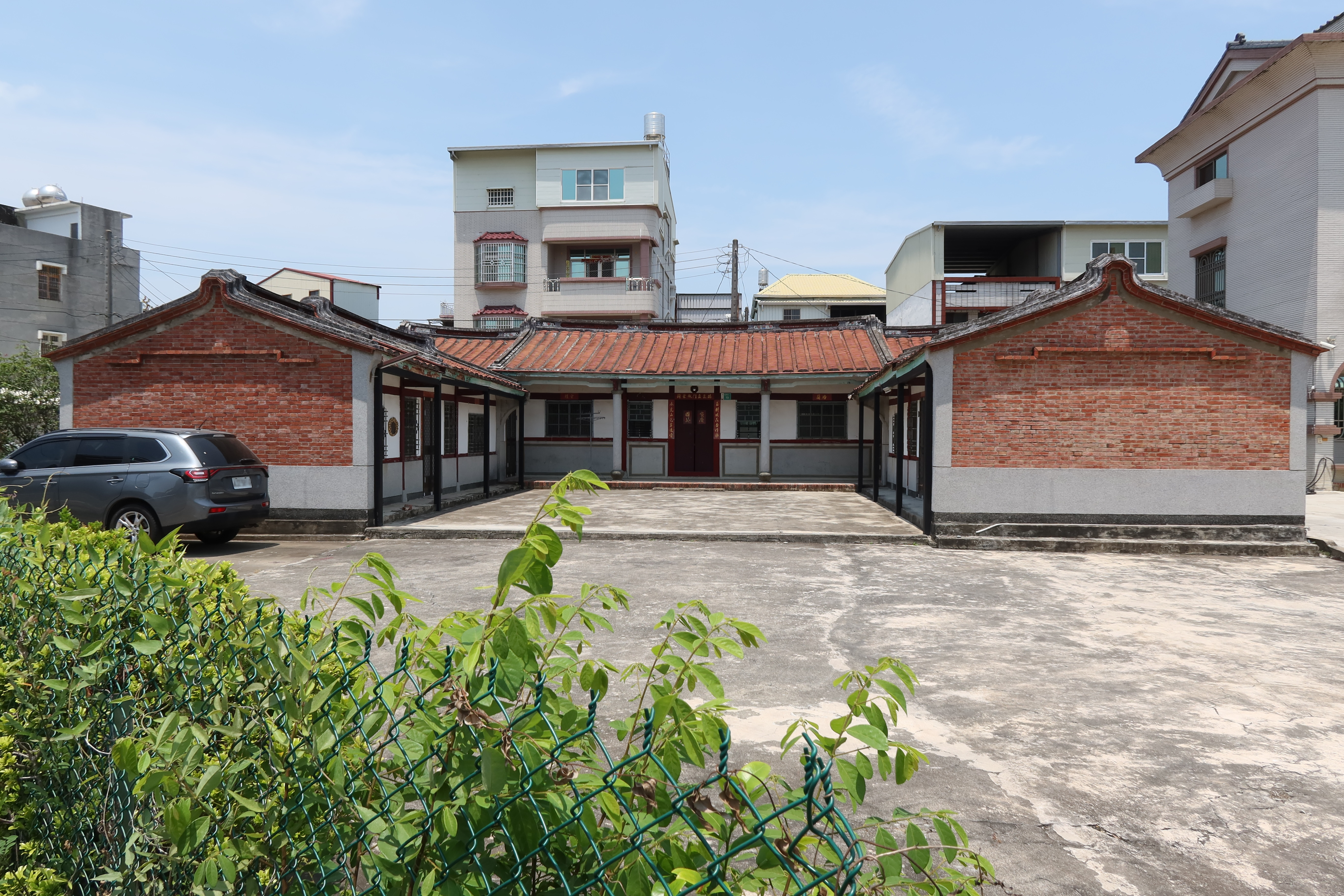
蘇俊雄故居

蘇俊雄故居是一棟傳統閩南式三合院，最初建於1942年，是土埆厝。後來在1960年左右，由蘇俊雄之父蘇丁吉改成現貌。
臺南市文化局於2020年9月11日在六甲區故居舉行「臺南市歷史名人蘇俊雄大法官故居掛牌」儀式，蘇俊雄妻子也有到場觀禮。

## 其他
中華民國總統陳水扁、馬英九、蔡英文均曾是他的學生。據說蔡英文在臺大讀書時曾差點被蘇俊雄當掉，某次期中考只有40幾分，被蘇俊雄面無表情地說「欸！妳腦袋清楚一點好不好！」，之後蔡英文受到刺激，用功念書，在學期末拿到80幾分。